# Йошпе Алла Яківна
А́лла Я́ківна Йо́шпе (рос. Алла Яковлевна Иошпе (Йошпе); нар. 13 червня 1937 — 30 січня 2021) — радянська та російська естрадна співачка. Народна артистка Росії (2002).

## Біографія
Народилася в єврейській родині, батьки — уродженці України: батько Яків Олександрович Йошпа — з міста Сатанів, мати Марія Григорівна — уродженка м. Проскурова.
Навчалася музиці, співала в дитячому хорі під керівництвом професора В. Соколова. Закінчила з червоним дипломом філософський факультет Московського університету, аспірантуру з психології; отримала звання «Кандидат психологічних наук». Алла Яківна активно брала участь в художній самодіяльності — була солісткою естрадно-симфонічного оркестру при МГУ під керівництвом А. Кремера.
1960 року виник дует Алли Йошпе і Стахана Рахімова, коли молоді люди зустрілися на конкурсі художньої самодіяльності ВНЗ Москви. Вони розділили перше місце і з тих пір не розлучалися. Дует був популярний, його пісні звучали на радіо і телебаченні, видавалися на пластинках: так вийшло, що образ союзу української єврейки і узбека, що виріс на няниних російських піснях повністю відповідав пропагандистським штампам тих часів.
1979 року після безуспішної спроби отримати дозвіл на переїзд до Ізраїлю — Аллі було потрібне лікування, яке в СРСР не було доступно, а виїзд на лікування в закордонну клініку влада заборонила — дует потрапив в опалу. Алла і Стахан були позбавлені можливості виступати практично до розпаду СРСР.
Автор книг: рос. «Песня длиной в жизнь» (Москва, 2004), рос. «Хлеб-с-солью-и-пылью» (2006), рос. «В городе белой вороны» (2011), рос. «Бочка счастья» (2015), рос. «Завтрак в облаках» (2018).

## Звання, нагороди
- Заслужена артистка Росії (1995);[4]
- Народна артистка Росії (2002).[5]

## Родина

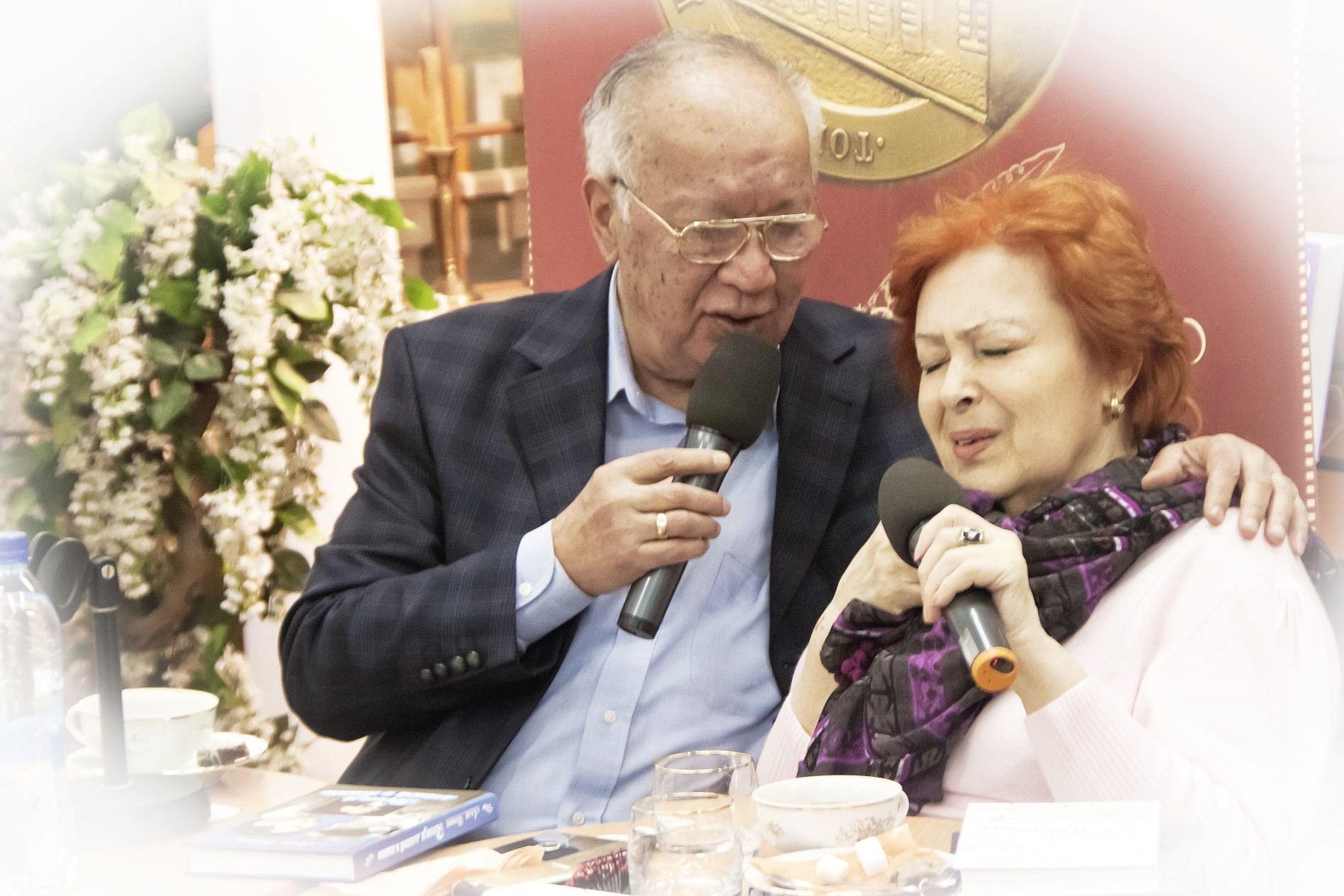
Дует: Стахан Рахімов та Алла Йошпе (2012)

- Перший чоловік — Володимир, рідний брат Алана Чумака;
- Другий чоловік — Народний артист Росії Стахан Рахімов, з яким вона від 1960 року виступає в дуеті.[2]

## Фільмографія
Вокал:
- «Мій молодший брат» (1962, вокаліз зі Стаханом Рахімовим (немає в титрах)
- «Діти Дон Кіхота» (1965, пісня «Смішно», зі Стаханом Рахімовим (немає в титрах)
- «Про Клаву Іванову» (1969, рос. „Речка льдом закована...“ (Я. Френкель — І. Шаферан)
- «Молоді» (1971, пісня рос. „А любовь всегда бывает первою“ (М. Фрадкін — Є. Долматовський))
- «Сьоме небо» (1971, рос. „Сто дождей пройдёт, сто снегов“ (А. Ешпай — Л. Дербеньов)

Участь у фільмах:
- «Пам'ятаю… Люблю…». Марк Фрадкін (1998, документальний)
- «Аїда Ведищева. Не бійтеся починати з нуля» (2011, документальний)
- «Список Лапіна. Заборонена естрада» (2013, документальний)